# Трнаковаць
Трнаковаць (хорв. Trnakovac) — населений пункт у Хорватії, в Бродсько-Посавській жупанії у складі громади Окучани.

## Населення
Населення за даними перепису 2011 року становило 126 осіб.
Динаміка чисельності населення поселення:

## Клімат
Середня річна температура становить 10,86 °C, середня максимальна – 24,69 °C, а середня мінімальна – -5,11 °C. Середня річна кількість опадів – 946 мм.
| Клімат поселення                              | Клімат поселення | Клімат поселення | Клімат поселення | Клімат поселення | Клімат поселення | Клімат поселення | Клімат поселення | Клімат поселення | Клімат поселення | Клімат поселення | Клімат поселення | Клімат поселення | Клімат поселення |
| Показник                                      | Січ.             | Лют.             | Бер.             | Квіт.            | Трав.            | Черв.            | Лип.             | Серп.            | Вер.             | Жовт.            | Лист.            | Груд.            |                  |
| Середній максимум, °C                         | 7,26             | 8,53             | 12,68            | 16,90            | 21,57            | 24,69            | 23,75            | 23,29            | 19,65            | 14,76            | 9,39             | 5,26             |                  |
| Середня температура, °C                       | 1,08             | 2,35             | 6,49             | 10,72            | 15,37            | 18,50            | 20,37            | 19,91            | 16,29            | 11,38            | 6,01             | 1,88             |                  |
| Середній мінімум, °C                          | −5,11            | −3,86            | 0,31             | 4,54             | 9,18             | 12,32            | 16,99            | 16,55            | 12,89            | 8,01             | 2,63             | −1,49            |                  |
| Норма опадів, мм                              | 59               | 54               | 65               | 81               | 86               | 103              | 88               | 90               | 78               | 81               | 89               | 72               |                  |
| Середньомісячна швидкість вітру, м/с          | 1.82             | 2.05             | 2.38             | 2.30             | 2.11             | 1.92             | 1.88             | 1.74             | 1.75             | 1.82             | 1.84             | 1.89             |                  |
| Середньомісячна сонячна радіація, кДж/м²·день | 4437             | 7190             | 10982            | 15261            | 19484            | 21646            | 22601            | 20051            | 14852            | 9339             | 4963             | 3695             |                  |
| --------------------------------------------- | ---------------- | ---------------- | ---------------- | ---------------- | ---------------- | ---------------- | ---------------- | ---------------- | ---------------- | ---------------- | ---------------- | ---------------- | ---------------- |
| Джерело:                                      |                  |                  |                  |                  |                  |                  |                  |                  |                  |                  |                  |                  |                  |